# Cuco (La Mancha)

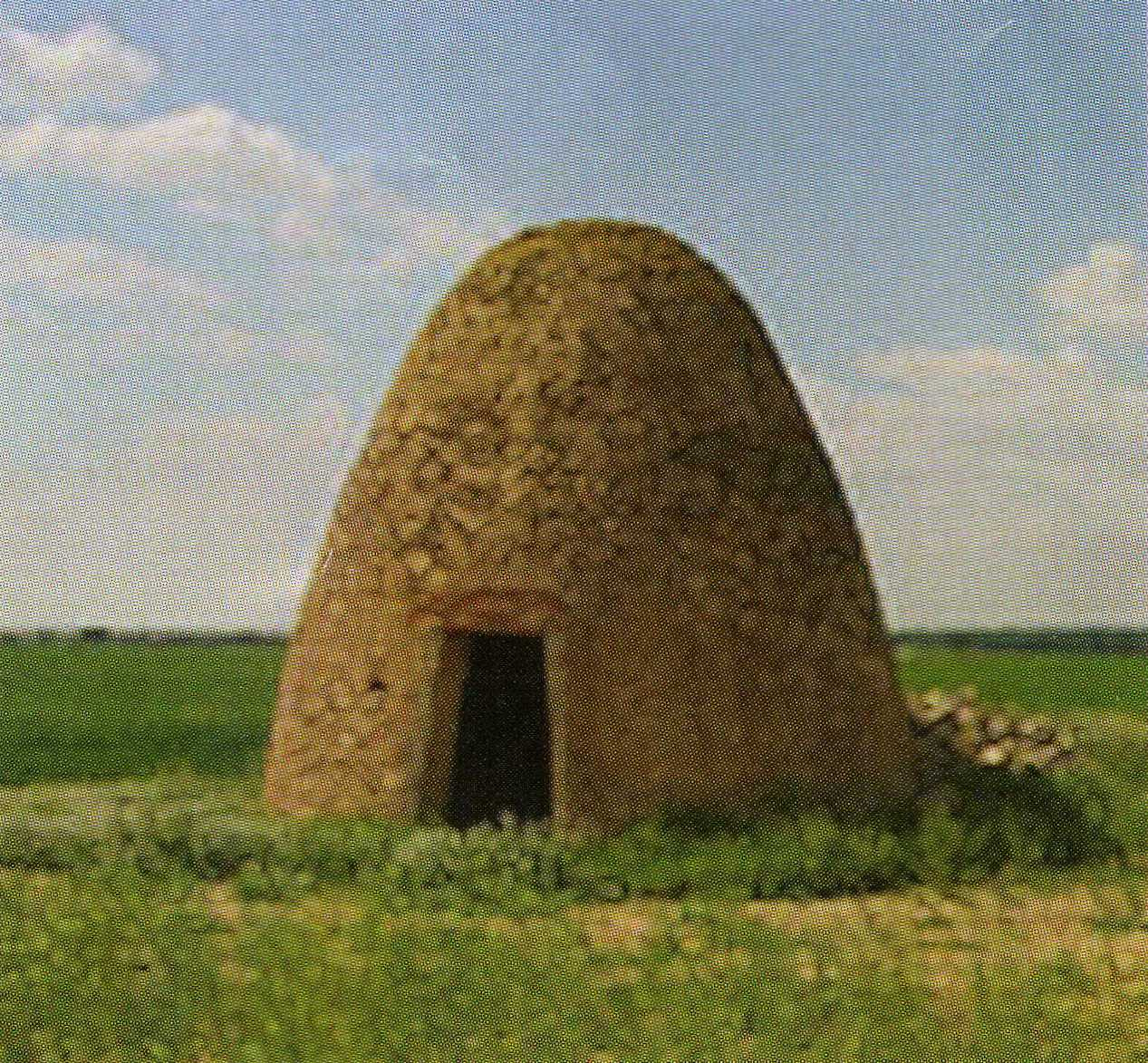
Imagen de un cuco.

Los cucos, también llamados chozos, bombos y cubillos, son una construcción típica de La Mancha albaceteña, hecha con piedra y de forma semiesférica. Su función originaria era la de servir como refugio de pastores. Hoy en día todavía pueden verse en la llanura manchega de la provincia de Albacete, provincia de Ciudad Real, así como en la mancomunidad Monte Ibérico-Corredor de Almansa y en la comarca de Hellín. También están presentes en la zona de Jumilla (Región de Murcia).
El origen de estas modestas construcciones es para aprovechar o dar algún uso a las piedras que se suelen quitar de los campos agrícolas para mejorar su riego y fertilidad.  